# Ernst Breidenbach
Ernst Gustav Maximilian Breidenbach (* 11. April 1912 in Frankfurt am Main; † 9. Oktober 1988 in Hamburg) war ein deutscher Politiker der CDU und des Hamburg-Blocks. Er war von 1953 bis 1957 Senator für Jugend und Soziales im Senat Sieveking.

## Leben
Nach seinem Abitur absolvierte Breidenbach, der sich in der evangelischen Jugendbewegung engagierte, eine kaufmännische Lehre, seit 1934 war er als Berufssoldat tätig. Er geriet in Kriegsgefangenschaft, nach der Entlassung übernahm er führende Positionen im Christlichen Verein Junger Männer in Hamburg. Von 1949 bis 1953 gehörte er dem Vorstand des Deutschen Jugendherbergswerks an.
Breidenbach war seit 1940 verheiratet, aus der Ehe gingen drei Kinder hervor.

## Politik
Bei der Bürgerschaftswahl 1953 kandidierte Breidenbach erfolgreich für das Direktmandat und zog so in die Hamburgische Bürgerschaft ein. Nachdem der Hamburg-Block, welcher aus CDU, FDP, DP und BHE gebildet wurde, eine absolute Mehrheit in der Bürgerschaft erzielen konnte, wurde Kurt Sieveking zum Ersten Bürgermeister gewählt. Dieser berief Breidenbach in seinen Senat, wo er für die Jugend- und Teile der Sozialbehörde zuständig war.
Nachdem er zuletzt längere Zeit krankgeschrieben war und eine dreimonatige Kur in Italien verbrachte, trat Breidenbach zum 1. Juli 1957 vom Amt des Senators zurück. Sein Mandat in der Bürgerschaft legte er bereits am 9. April 1957 nieder. Sein Rücktritt erfolgte, nach eigenen Angaben, "wegen unüberbrückbarer Meinungsverschiedenheiten mit der Mehrheit des Senats". In einem Bericht des Hamburger Abendblatts von 2002 wurde sein Rücktritt mit Drogenproblemen bzw. Medikamentenmissbrauch begründet. Durch die Niederlegung dieses Amtes schied er auch aus dem Landesvorstand der CDU aus, blieb jedoch Parteimitglied. Zuvor kritisierte bereits die SPD seine häufige Abwesenheit und forderte Breidenbach zum Rücktritt auf.
Zur Nachfolgerin an der Spitze der Jugendbehörde wurde Emilie Kiep-Altenloh ernannt, welche zuvor bereits die Sozialbehörde gemeinsam mit Breidenbach leitete und die Jugendbehörde während der Krankschreibung kommissarisch leitete.
Durch seinen vorzeitigen Rücktritt hatte Breidenbach zunächst keinen Anspruch auf eine Senatspension, die regulär erst ab einer Amtszeit von vier Jahren zustünde – Breidenbach war drei Jahre und sieben Monate im Amt. Nachdem er für berufsunfähig erklärt wurde, beantragte er 1973 mit einer Härtefall-Regelung eine Pension für sich. Nach langer Diskussion wurde ihm eine Pension in Höhe von 26 Prozent des Gehalts aus seiner Amtszeit zugesprochen, bei gleichzeitiger Gegenrechnung weiterer Pensionsansprüche. Ein Antrag zur Aufstockung der Pension, den Breidenbach kurz vor seinem Tod stellte, wurde hingegen abgelehnt.

## Ehrungen
Für seine Verdienste um die evangelische Jugendarbeit wurde Breidenbach 1954 die Goldene Weltbundnadel des YMCA verliehen.